# 김종문 (가수)
김종문은 대한민국의 가수다. 2016년 싱글 [Eternal Love]로 데뷔했다.

## 방송
- 히든싱어 4 (2015) - 김정민편 준우승, 왕중왕전 6위

## 음반
- Eternal Love (2016)
- For You (2021)